# Ralf Dahrendorf
Ralf Gustav Dahrendorf (Hamburg, 1. svibnja 1929. – Köln, 17. lipnja 2009.) njemačko-britanski je sociolog, filozof, ekonomist i političar, najpoznatiji po svom doprinosu razvoju konfliktnih teorija društva. Njegova razmatranja suprotstavljena su, nekoć dominirajućem, strukturalnom funkcionalizmu; nasuprot društvenoj stabilnosti, te redu kojeg ističu funkcionalistički teoretičari, Dahrendorf se zanima za dinamiku i društvenu promjenu.
Jedan od glavnih objekata njegova izučavanja jest autoritet.

## Životopis
Rođen je u Hamburgu kao sin Line i Gustava Dahrendorfa, socijal-demokrata i člana njemačkog parlamenta. U rodnome gradu studirao je filozofiju, klasičnu filologiju i sociologiju, a 1952. stječe doktorat iz filozofije. U naredne dvije godine odlazi u London, gdje završava postdiplomski studij na London School of Economics.
Predaje sociologiju u Hamburgu (1957. – 1960.), Tübingenu (1960. – 1964.) i Konstanzu (1966. – 1969.).
1969. biva izabran u njemački parlament kao član liberalne stranke Freie Demokratische Partei, te postaje državni tajnik u ministarstvu vanjskih poslova. 1970. također postaje i povjerenik Europske komisije u Bruxellesu. Osim bavljenja politikom, nastavlja i akademsku karijeru postajući rektor na Sveučilištu St. Anthony u Oxfordu, te ravnatelj sveučilišta London School of Economics, a nakon povratka u Njemačku postaje profesor društvenih znanosti na sveučilištu u Konstanzu (1984. – 1986.). Od znamenitih funkcija koje je obavljao valja još istaknuti i predsjedništvo u Njemačkom sociološkom udruženju (Deutsche Gesellschaft für Soziologie) koje je obnašao od 1967. do 1970., a 2005. biva izabran za profesora u Centru za društvena istraživanja u Berlinu.
1988. uzima britansko državljanstvo, a 1993. dobiva položaj pera, te biva imenovan barunom Dahrendorfom od Clare Market-a u Westminsteru od kraljice Elizabete II. Od tada biva zastupnik u Gornjem domu britanskog parlamenta (House of Lords) i to kao član koji nije obvezan dužnostima prema niti jednoj određenoj stranci, već glasa nezavisno.
Nagrađen je s preko dvadeset počasnih doktorata diljem svijeta.

## Utjecaji
Polazišta teorije društva Ralfa Dahrendorfa mogu se grupirati u dva izvora: kritika strukturalnog funkcionalizma, te kritika Karla Marxa. Njegov rad je, prije svega, reakcija na funkcionalizam koji se u 1950-im i '60-im nameće kao sociološka paradigma. On se priklanja alternativnoj struji mišljenja čije su teze potpuno suprotne od funkcionalističkih postavki. Dok ovi naglašavaju stabilnost, važnost normi i dinamički ekvilibrij društva, Dahrendorf se zanima za društvene promjene, dezintegraciju i sukob. Tu se njegova razmišljanja dotiču s Marxovim, no on modificira Marxovu misao o klasnoj suprotstavljenosti; on uzrok stratifikacije ne vidi u nepravednim ekonomskim odnosima, već (sličnije Weberu) u neravnopravnoj raspodjeli odnosa moći. Također, tvrdi da industrijski klasni sukob 19. st. ne postoji u modernim društvima, te stoga više nije relevantan.

## Konfliktna teorija
Dahrendorf tvrdi kako se društvo sastoji od dva lika - konfliktnog i konsenzualnog. Zato se, prema njemu, i sama sociologija mora sastojati od dva dijela - konfliktne i konsenzualne teorije društva. Prva bi se trebala baviti ispitivanjem sukoba i promjena, a druga proučavanjem vrijednosti koje integriraju pojedince u zajednicu. No, iako je smatrao kako konsenzus i konflikt jedan drugome prethode, te da ih je zbog te velike međusobne povezanosti teško izučavati odvojeno, Dahrendorf ne vjeruje u razvoj jedinstvene sociologijeske teorije koja bi jednako dobro objasnila oba procesa. Odustajući od jedne takve univerzalne teorije, posvećuje se društvenim sukobima i konstruiranju vlastite konfliktne teorije.
Za razliku od teoretičara integracije, poput Talcotta Parsonsa, koji uzrok stabilnosti društva vide u općem konsenzusu, Dahrendorf drži da se društvo na okupu održava pojaćanim ograničavanjem, pri čemu misli na nejednaku raspodjelu društvene moći.
Sukobe, koji nastaju iz takvih raspodjela, promatra kao socijalni fenomen - kao efekt društvene strukture. Konflikte definira kao "svaki odnos elemenata, ... koji se dade označiti s pomoću objektivne (latentne) ili subjektivne (manifestne) suprotnosti", to jest, kao strukturalno proizvedena suprotstavljena odnošenja normi i očekivanja, te institucija i grupa.
Za svoje daljnje analize društvenih sukoba Dahrendorf konstuira tzv. "dimenzije konflikta" - intenzitet i nasilnost, a obje varijable variraju na skali od 0 do 1. Konflikti mogu biti manje ili više intenzivni i manje ili više nasilni, ali to ne znači da je svaki nasilni konflikt istodobno i intenzivan i obratno. U modernim, postkapitalističkim društvima intenzitet industrijskih sukoba raste, ali se nasilnost smanjuje.
U socijalnim konfliktima mogu biti sukobljene dvije ili više strane, što ih čini kompleksnijim za analizu. Suprotstavljene strane su različite interesne skupine koje ulaze u borbu ili radi sukobljenih vrijednosti ili radi nedostatka poželjih materijalnih sredstava. Dahrendorf radi mnoge klasifikacije konflikata, s obzirom na koje se aspekte usredotočuje, a jedna od važnijih je podjela na:
1. egzogene (vanjske) ili konflikte koji se unose iz vana u društvo, i
2. endogene (unutarnje), odnosno one koji se stvaraju u samom društvu (npr. sukob robova i rimske vlasti, crnaca i bjelaca u SAD-u, protestanata i katolika u Nizozemskoj.

## Autoritet
U središtu Dahrendorfove sociologije je, dakle, sukob. Njega, međutim, u proučavanju tih sukoba ne zanimaju pojedinci, već šire društvene strukture, odnosno uloge i položaji, te konflikti među njima. "Strukturalno podrijetlo takvih konflikata treba potražiti u rasporedu socijalnih uloga koje su obogaćene očekivanjima dominacije ili podvrgavanja". Znači, spomenuti položaji unutar društva imaju različite količine autoriteta, a prvotni zadatak konfliktne teorije je identifikacija različitih uloga autoriteta u društvu.
Autoritet uvijek implicira nadređenost i podređenost; oni koji ga posjeduju kontroliraju one koji su im podređeni. S njim, također, uvijek dolazi i svojstvo legitimiteta, to jest opravdano vršenje sankcije nad onima koji mu se ne pokoravaju. Međutim, taj je legitimitet krajnje nesiguran, jer je konflikt interesa uvijek latentno prisutan.
Autoritet je dihotoman - uvijek se formiraju dvije konfliktne grupe; oni koji zauzimaju dominirajuće položaje trude se zadržati status quo, dok se podređeni trude izmijeniti trenutnu situaciju. No, Dahrendorf napominje kako autoritet nipošto nije konstantan. Kao što je spomenuto, on autoritet veže uz položaje određene statusom, a ne pojedince, te stoga osoba koja ima autoritet u jednoj situaciji, ne mora nužno imati autoritet u drugoj. Društvo se sastoji od mnoštva jedinica - imperativno koordiniranih asocijacija. Pod time misli na udruženja osoba koje su kontrolirane od strane jednog autoriteta.

## Kritike
Pošto je Dahrendorfova teorija blisko povezana sa strukturalnim funkcionalizmom (naglašavanje sistema, statusa, uloga itd.), ona pati i od istih nedostatka. Prije svega, teorija je u potpunosti makroskopska i po ničemu ne doprinosi shvaćanju individualne misli i akcije. Zatim, ona objašnjava samo dio socijalnog života usredotočavajući se samo na sukob i promjenu. Osim toga, nastajanje konflikta iz legitimnih sistema ostaja jako slabo objašnjeno.

## Djela
- Sozialstruktur des Betriebes. Wiesbaden 1959
- Über den Ursprung der Ungleichheit unter den Menschen, [1961], Mohr (Siebeck), Tübingen ²1966
- Die angewandte Aufklärung: Gesellschaft u. Soziologie in Amerika. Piper, München 1962
- Bildung ist Bürgerrecht. Plädoyer für eine aktive Bildungspolitik, Nannen-Verlag 1965
- Homo Sociologicus: Ein Versuch zur Geschichte, Bedeutung und Kritik der Kategorie der sozialen Rolle. 16. Auflage mit einem neuen Vorwort 2006. VS Verlag Wiesbaden (1.Auflage 1965)
- Gesellschaft und Demokratie in Deutschland. Piper, München 1965
- Konflikt und Freiheit: auf dem Weg zur Dienstklassengesellschaft. Piper, München 1972
- Class and class conflict in industrial society. Stanford Univ. Press, Stanford 1973
- Pfade aus Utopia: Arbeiten zur Theorie und Methode der Soziologie. Piper, München 1974
- Lebenschancen: Anläufe zur sozialen und politischen Theorie. Suhrkamp-Taschenbuch, Frankfurt a.M. 1979
- Die neue Freiheit: Überleben und Gerechtigkeit in einer veränderten Welt. Suhrkamp, Frankfurt a.M. 1980, ISBN 3-518-37123-1
- Die Chancen der Krise: über die Zukunft des Liberalismus. DVA, Stuttgart 1983
- Fragmente eines neuen Liberalismus. DVA, Stuttgart 1987
- Der moderne soziale Konflikt: Essay zur Politik der Freiheit. DVA, Stuttgart 1992
- Liberale und andere: Portraits. DVA, Stuttgart 1994
- (mit anderen) in: Werner Bruns/Walter Döring (Hgg.), Der selbstbewusste Bürger, Bouvier Verlag 1995
- Die Zukunft des Wohlfahrtsstaats. Verl. Neue Kritik, Frankfurt am Main 1996
- Liberal und unabhängig. Gerd Bucerius und seine Zeit. Beck, München 2000
- Über Grenzen: Lebenserinnerungen. Beck, München 2002
- Auf der Suche nach einer neuen Ordnung: Vorlesungen zur Politik der Freiheit im 21. Jahrhundert. Beck, München 2003
- Der Wiederbeginn der Geschichte: vom Fall der Mauer zum Krieg im Irak; Reden und Aufsätze. Beck, München 2004
- Engagierte Beobachter. Die Intellektuellen und die Versuchungen der Zeit, Wien: Passagen Verlag 2005
- Versuchungen der Unfreiheit. Die Intellektuellen in Zeiten der Prüfung . München 2006
- Anfechtungen liberaler Demokratien. Festvortrag zum zehnjährigen Bestehen der Stiftung Bundespräsident-Theodor-Heuss-Haus. Stiftung-Bundespräsident-Theodor-Heuss-Haus, Kleine Reihe 19, Stuttgart 2007
- (mit anderen), Klimawandel und Grundeinkommen. Die nicht zufällige Gleichzeitigkeit beider Themen und ein sozialökologisches Experiment, Hrsg. Maik Hosang. Andreas Mascha Verlag, München 2008

## Vanjske poveznice
- O sociologiji konflikta Ralfa Dahrendor ili o "konfliktima u promjeni" članak Ane Pažanin